# Маркс и Спенсър
„Маркс и Спенсър“ (известна също като „Ем енд Ес“) е британска компания, разположена в Уестминстър, Лондон с над 700 магазина във Великобритания и повече от 300 магазина в над 40 страни по света. Компанията се е специализирала в продажбата на дрехи, луксозни стоки и хранителни продукти.

## История
Компанията е основана от Майкъл Маркс, латвийски евреин от Слоним, Полша (сега в Беларус), и Томас Спенсър, касиер от Йоркшър. След пристигането си в Англия Маркс работи за компания в „Лийдс“ на име „Барън“, която наема бежанци. През 1884 г. той се запознава с Исак Дюърс, собственик на голям магазин в Лийдс, и в резултат на това отваря собствена сергия на пазара Къркгейт в Лийдс.
През следващите няколко години Майкъл Маркс отваря сергии на много места в Северозападна Англия. През 1894 г. Томас Спенсър инвестира в дейността на Маркс и заедно отварят първия им магазин на улица Чидъм Хил Роуд 20 в Манчестър.
„Маркс и Спенсър“, разговорно наричани „Маркс и Спаркс“, „Маркис“ или „Ем енд Ес“, изграждат репутацията си в началото на 20 век като търговци на стоки, произведени единствено във Великобритания – тази политика е преустановена през 2002 г. Компанията има дълготрайно партньорство с британски производители и продава дрехи и хранителни продукти под марката Сейнт Майкъл, представена през 1928 г. Политика на компанията е да приема връщането на нежелани стоки и пълно възстановяване на заплатената сума при наличие на касова бележка за покупката без значение кога е закупен продуктът, което е необичайно за времето си. През 2005 г. времето за връщане на нежелана стока става 90 дни, а на 12 април 2009 г. срокът е намален още веднъж – на 35 дни.
До 1950 г. буквално всички стоки се продават под марката „Сейнт Майкъл“. Бельото на „Ем енд Ес“, дамските дрехи и униформи за ученички са с марката „Сейнт Маргарет“, докато цялата серия продукти не минава под името „Сейнт Майкъл“. Саймън Маркс, син на Майкъл Маркс, умира през 1964 г., след 65-годишен стаж в компанията. През 1974 г. стартира внимателно разрастване в международен план чрез предлагане на азиатска храна. „Ем енд Ес“ отваря магазини в Континентална Европа през 1975 г., а 4 години по-късно - в Ирландия.
Всички задгранични магазини работят на франчайз, освен магазините в Ирландия и Хонг Конг, които остават собственост на компанията.
Първият магазин на „Ем енд Ес“ в Централна Азия е построен в Кабул през 1960-те години, но по-късно е затворен.